# (52421) Daihoji
(52421) Daihoji est un astéroïde de la ceinture principale.

## Description
(52421) Daihoji est un astéroïde de la ceinture principale. Il fut découvert le 1er juin 1994 à Kuma Kogen par Akimasa Nakamura. Il présente une orbite caractérisée par un demi-grand axe de 3,13 UA, une excentricité de 0,18 et une inclinaison de 22,2° par rapport à l'écliptique.

## Compléments